# Gerbillurus tytonis
Gerbillurus tytonis é uma espécie de roedor da família Muridae.
Apenas pode ser encontrada na Namíbia.
Os seus habitats naturais são: desertos temperados.